# Logos de Mozilla Firefox
Pour les articles homonymes, voir Mozilla.
Pour un article plus général, voir Mozilla Firefox.
Cet article présente les différentes versions des logos de Mozilla Firefox.
La sortie de Firefox 0.8 en février 2004 a suscité un nouvel effort sur la marque, présentant notamment de nouveaux logos dessinés par Jon Hicks, qui avait travaillé précédemment sur Camino. La version finale du logo vient d’un concept de Daniel Burka et d’un croquis de Stephen Desroches. L’animal montré dans le logo est un panda roux stylisé. Aussi firefox est en général un nom commun pour désigner le panda roux (Ailurus fulgens), selon Hicks cet animal ne renvoyait pas suffisamment l’image souhaitée et n'était pas assez connu, ils ont donc modifié quelques détails comme la forme du museau qui est, maintenant, celui d'un renard. On remarque aussi le changement de la fourrure : sens des poils...

## Logo du projet Mozilla Firefox
Logo de la marque Firefox pour la gamme de produits déclinés autour du navigateur web Firefox :

1er logo de la gamme Firefox, depuis la mi-2019

## Logos du navigateur web Mozilla Firefox
Au cours du temps, le logo du navigateur a évolué, connaissant plusieurs révisions :

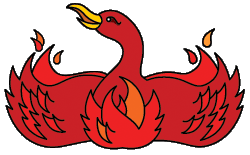
Logo de Phoenix (versions 0.1 à 0.5) et Firebird (versions 0.6 et 0.7), avant le renommage en « Firefox »
1er logo de Firefox (versions 0.8 et 0.9) 2004
2e logo de Firefox (versions 1.0 à 3.0) 2004-2009
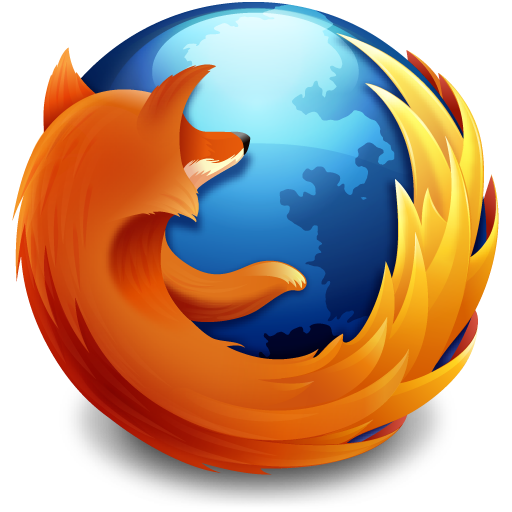
3e logo de Firefox (version 3.5 à 22) 2009-2013
4e logo de Firefox (version 23 à 56) 2013-2017[1]
5e logo de Firefox (version 57 à 69) 2017−21 octobre 2019
6e logo de Firefox (à partir de la version 70), le 22 octobre 2019[2]

## Versions mobiles

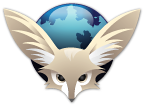
Logo original de la version mobile Fennec
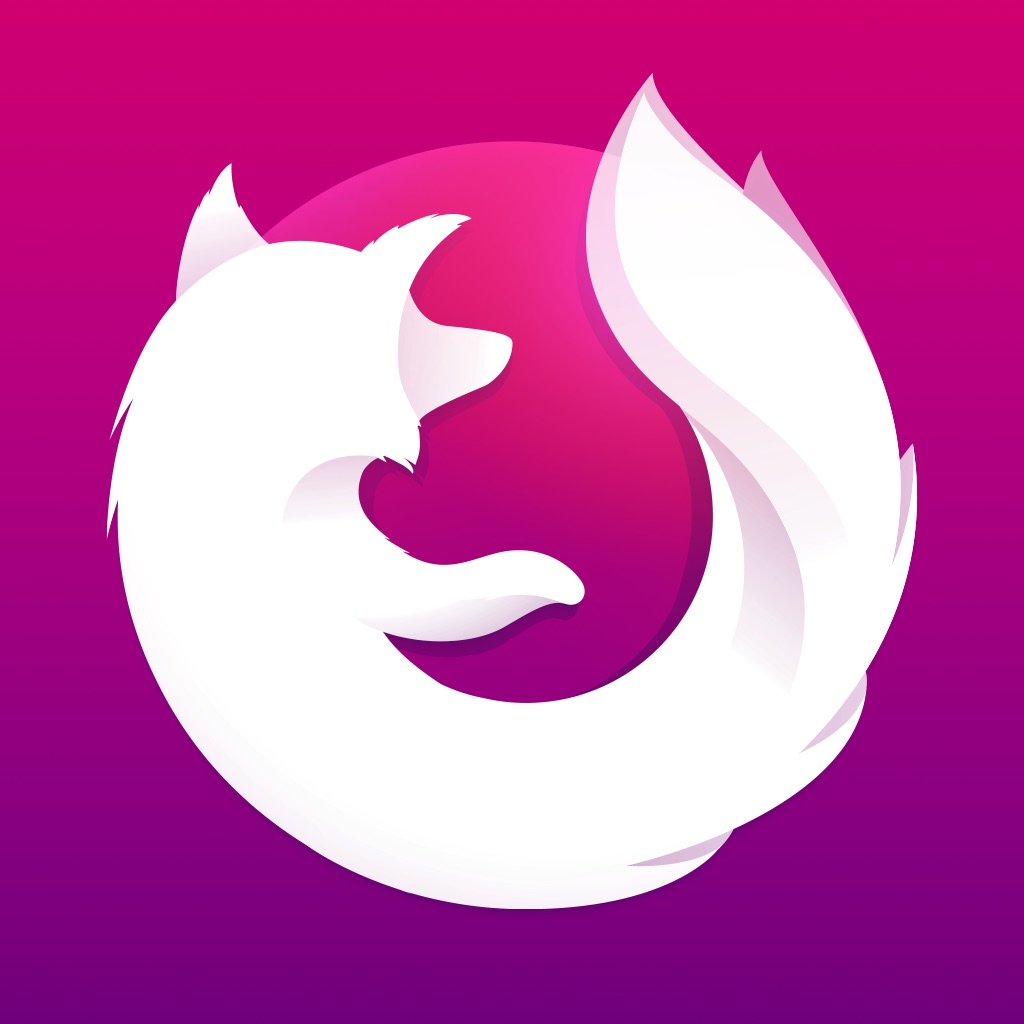
Logo de la variante du navigateur Firefox Focus de 2016 à 2017
Logo de la variante du navigateur Firefox Focus depuis 2017

## Logos des versions de développement de Mozilla Firefox

### Nightly

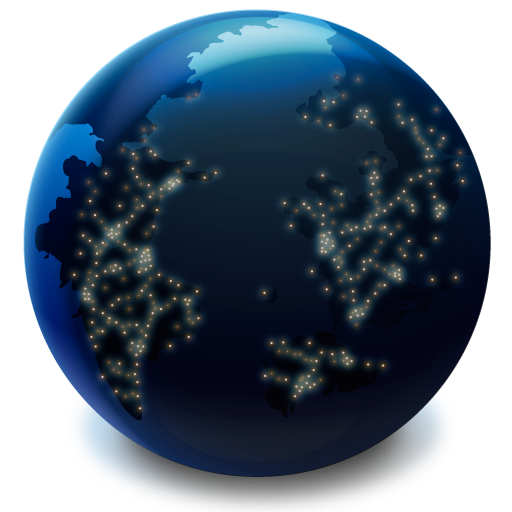
Logo de Nightly (version expérimentale non testée de Firefox) de 2011 à 2013
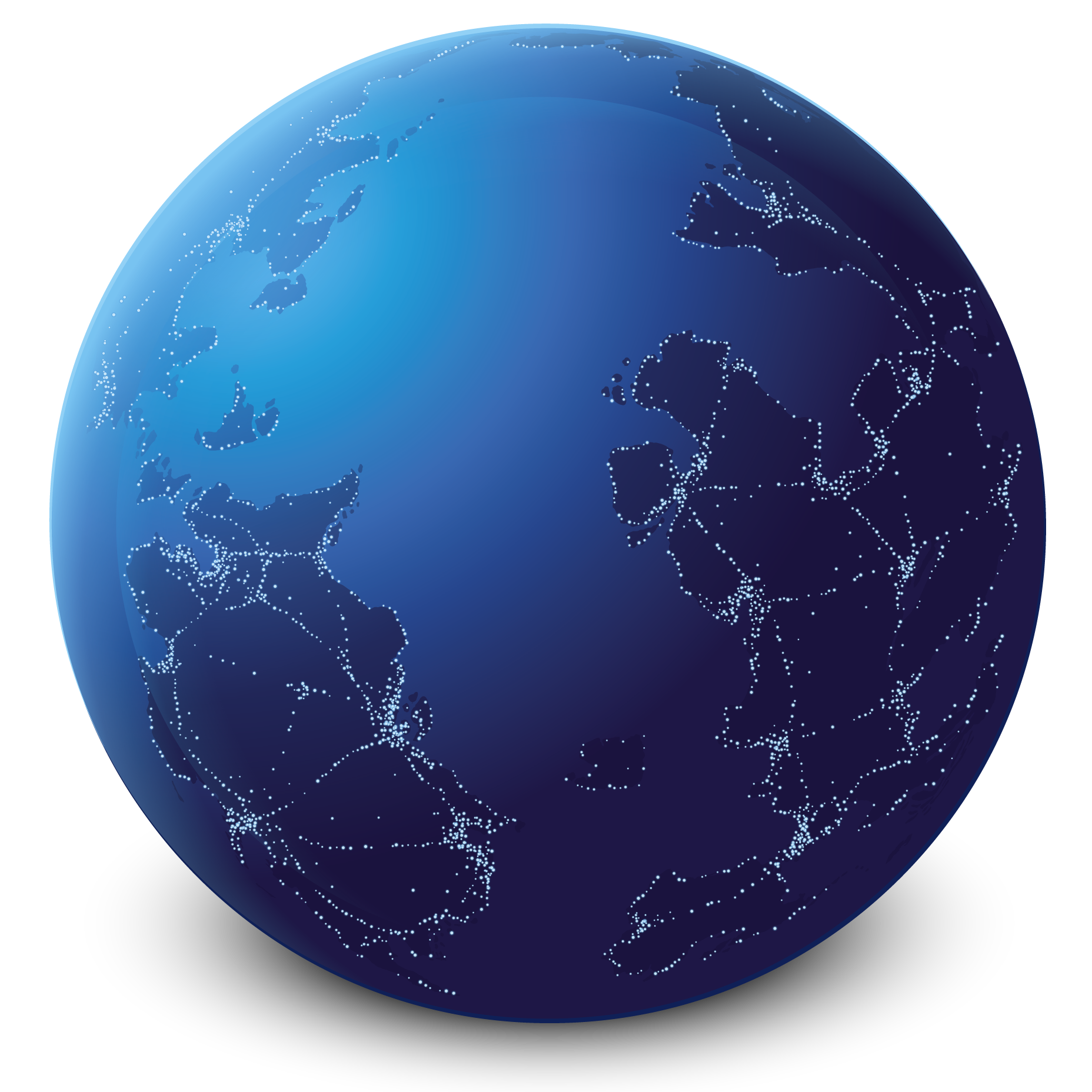
Logo de Nightly de 2013 à 2017
Logo de Nightly de 2017 à 2019
Logo de Nightly depuis 2019

### Developer Edition

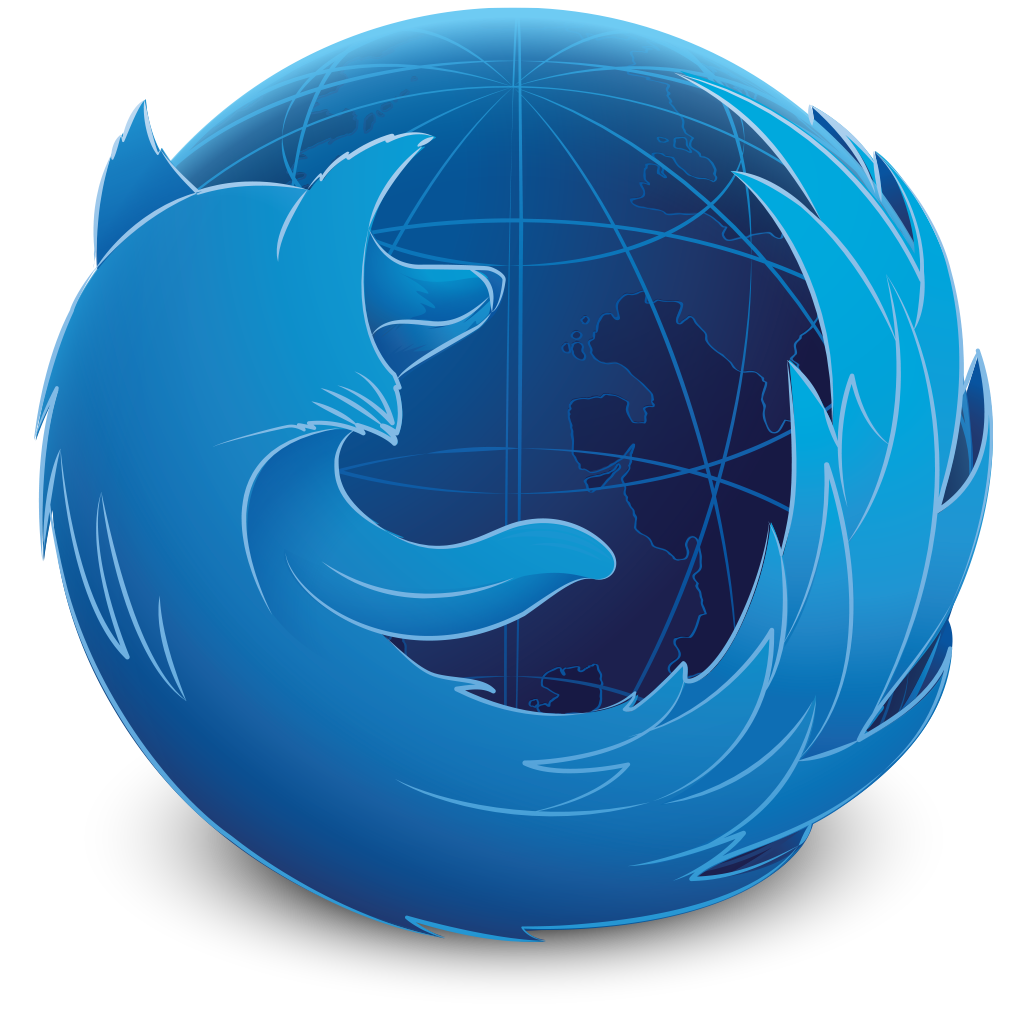
Logo de la version de développement Firefox Developer Edition de 2014 à 2017
Logo de la version de développement Firefox Developer Edition de 2017 à 2019
Logo de la version de développement Firefox Developer Edition depuis 2019

### Beta

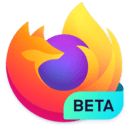
Logo de la version Beta depuis 2019

### MinefieldetAurora

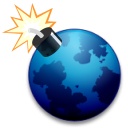
Logo de Minefield (ancien nom des versions expérimentales de Firefox)
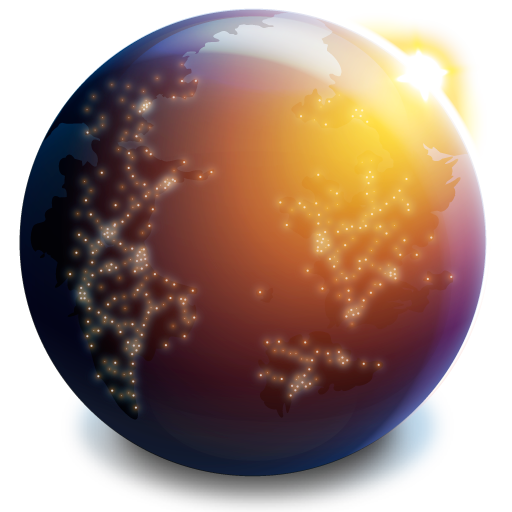
Logo d'Aurora (pré-version alpha peu testée de Firefox) de 2011 à 2013
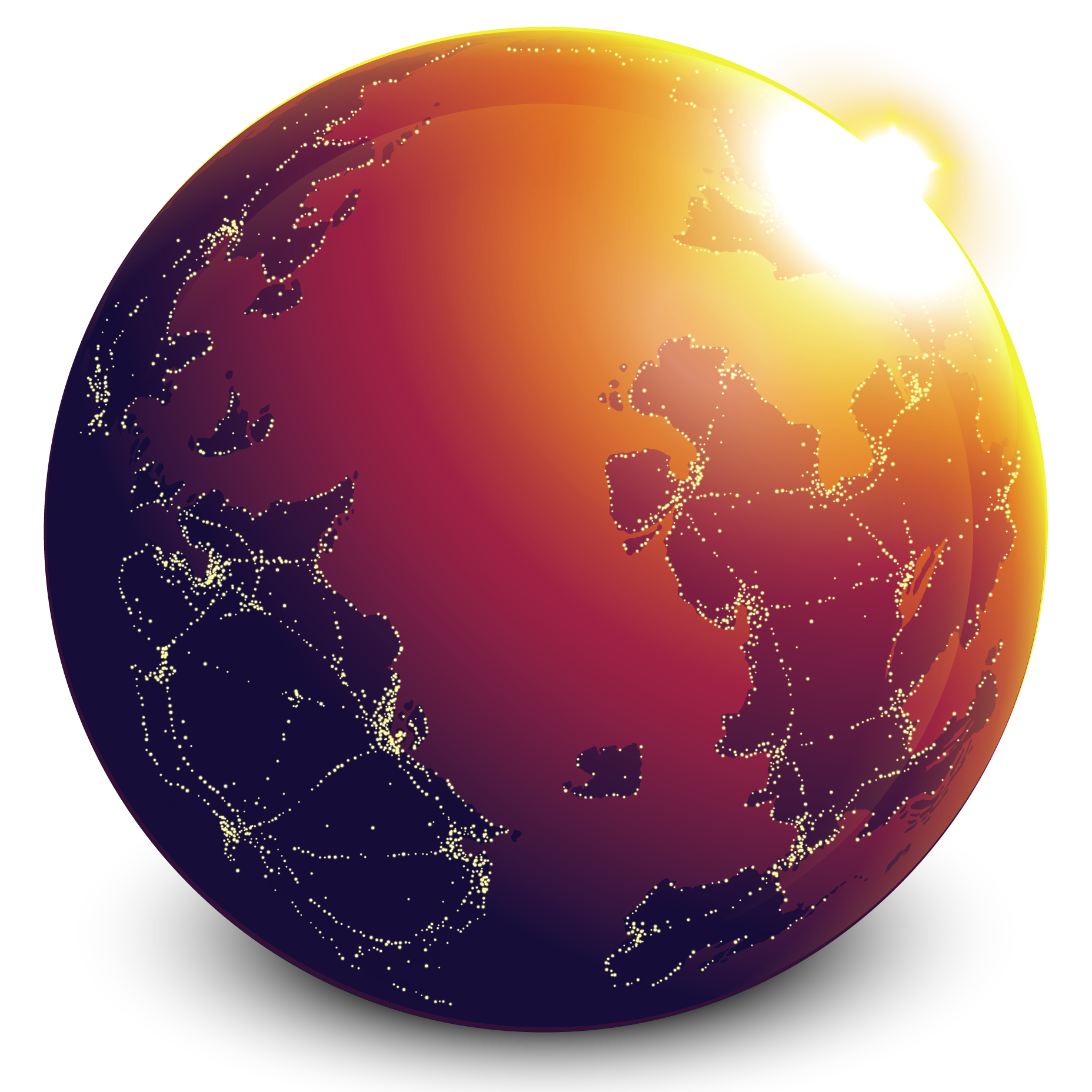
Logo d'Aurora de 2013 jusqu'à la suppression de la branche en 2017

## Logos des versions dérivées de Mozilla Firefox
D'autres logos sont également utilisés pour ses dérivés :

Logo libre de Firefox (utilisé par certaines distributions GNU/Linux).
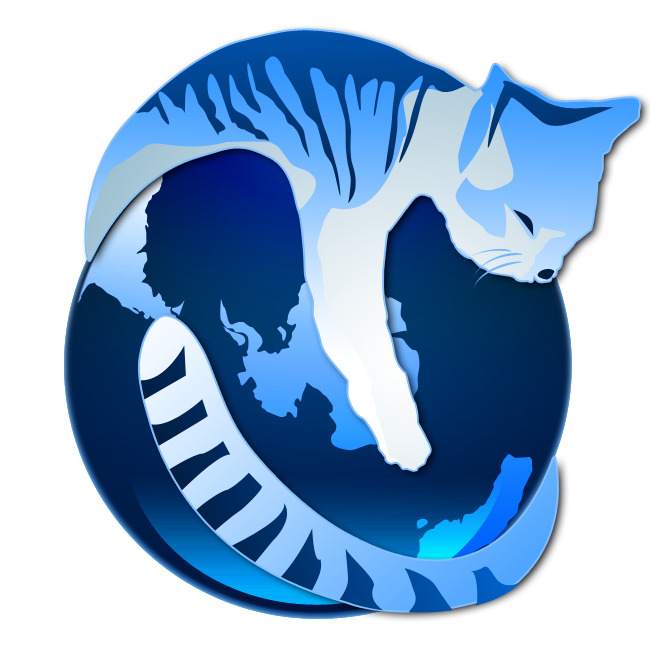
Logo d'IceCat (version GNU).
Logo d'Iceweasel utilisé de 2006 à 2016 par Debian[3],[4].
Logo du Tor Browser qui intègre Tor.